# Yanni Live! The Concert Event
Yanni Live! The Concert Event is een concertregistratie van Yanni en werd live opgenomen in het Mandalay Bay Events Center in Las Vegas op 6 november 2004 en uitgebracht in augustus 2006 als een cd en concertfilm op dvd. Het album bereikte de eerste positie op Billboard's "Top New Age-albums"-lijst; # 6 op de "Top Independent Albums"-lijst; # 84 op de "Billboard 200"-lijst en op # 84 op de "Top Internet Albums"-lijst, in hetzelfde jaar.

## Tracklist album
1. "Rainmaker" - 5:20
2. "Keys to Imagination" - 5:21
3. "Enchantment" - 4:06
4. "Standing in Motion" - 1:38
5. "On Sacred Ground" - (McNeill, Yanni) - 7:58
6. "Playtime" - 7:07
7. "Until the Last Moment" - 6:35
8. "If I Could Tell You" - 4:18
9. "For All Seasons" - 8:13
10. "The Storm" - 5:07  (gebaseerd op Antonio Vivaldis 18e-eeuwse vioolconcert "Zomer" van De vier jaargetijden)
11. "Prelude" - 5:11
12. "Nostalgia" - 4:31

## Tracklist video
1. "Standing in Motion"
2. "Rainmaker"
3. "Keys to Imagination"
4. "Enchantment"
5. "On Sacred Ground"
6. "Playtime"
7. "Until the Last Moment"
8. "If I Could Tell You"
9. "For All Seasons"
10. "The Storm"
11. "Prelude"
12. "Nostalgia"
13. "World Dance"

## Musici
- Yanni  (Griekenland) - piano, keyboards

Band
- Charlie Adams (Verenigde Staten) - drums
- Víctor Espínola (Paraguay) - harp, zang
- Pedro Eustache (Venezuela) - fluit, saxofoon, duduk, scheidsrechtersfluitje, bansuri
- Ramon Flores (Mexico) - trompet
- Ming Freeman (Taiwan) - keyboards
- David Hudson (Australië) - didgeridoo
- Hussain Jiffry (Sri Lanka) - basgitaar
- Sayaka Katsuki (Japan) - viool
- Dan Landrum (Verenigde Staten) - hakkebord
- Armen Movsessian (Armenië) - viool
- Walter Rodriguez (Puerto Rico) - percussie
- Samvel Yervinyan (Armenië) - viool

Zang
- Alfreda Gerald (Verenigde Staten)
- Michelle Amato (Verenigde Staten)

Orkest
- Kristen Autry (Verenigde Staten) - viool
- April Cap (Verenigde Staten) - hobo
- Zachary Carrettin (Verenigde Staten) - viool
- Ilona Geller (Oekraïne) - altviool
- Kerry Hughes (Verenigde Staten) - trompet
- Jim Mattos (Verenigde Staten) - hoorn
- Eugene Mechtovich (Verenigde Staten) - altviool
- Kristin Morrison (Verenigde Staten) - hoorn
- Sarah O'Brien (Engeland) - cello
- Dana Teboe (Verenigde Staten) - trombone
- Erika Walczak (Verenigde Staten) - viool
- Alexander Zhiroff (Rusland) - cello

## "Yanni Live!"-toer data
| Datum            | Locatie                       | Stad             | Land             |
| ---------------- | ----------------------------- | ---------------- | ---------------- |
| 6 november 2004  | Mandalay Bay Events Center    | Las Vegas        | Verenigde Staten |
| 7 november 2004  | Glendale Arena                | Phoenix          | Verenigde Staten |
| 9 november 2004  | Tucson Convention Center      | Tucson           | Verenigde Staten |
| 11 november 2004 | Arrowhead Pond                | Sacramento       | Verenigde Staten |
| 12 november 2004 | HP Pavilion                   | San Jose         | Verenigde Staten |
| 13 november 2004 | Arco Arena                    | Sacramento       | Verenigde Staten |
| 14 november 2004 | Lawlor Events Center          | Reno             | Verenigde Staten |
| 16 november 2004 | Save Mart Arena               | Fresno           | Verenigde Staten |
| 17 november 2004 | Centennial Arena              | Bakersfield      | Verenigde Staten |
| 19 november 2004 | Spokane Arena                 | Spokane          | Verenigde Staten |
| 20 november 2004 | Rose Garden Arena             | Portland         | Verenigde Staten |
| 21 november 2004 | Key Arena                     | Seattle          | Verenigde Staten |
| 22 november 2004 | Pacific Coliseum              | Vancouver        | Canada           |
| 24 november 2004 | Saddledome                    | Calgary          | Canada           |
| 25 november 2004 | Rexall Place                  | Edmonton         | Canada           |
| 27 november 2004 | Delta Center                  | Salt Lake City   | Verenigde Staten |
| 28 november 2004 | Pepsi Center                  | Denver           | Verenigde Staten |
| 29 november 2004 | World Arena                   | Colorado Springs | Verenigde Staten |
| 1 december 2004  | Toyota Center                 | Houston          | Verenigde Staten |
| 2 december 2004  | NextStage                     | Dallas           | Verenigde Staten |
| 4 december 2004  | Monterrey Arena               | Monterrey        | Mexico           |
| 7 december 2004  | Dodge Arena                   | McAllen          | Verenigde Staten |
| 8 december 2004  | Entertainment Center          | Laredo           | Verenigde Staten |
| 10 december 2004 | Mexico Sports Palace          | Mexico-Stad      | Mexico           |
| 19 januari 2005  | Wachovia Arena at Casey Plaza | Wilkes-Barre     | Verenigde Staten |
| 21 januari 2005  | Radio City Music Hall         | New York         | Verenigde Staten |
| 22 januari 2005  | Radio City Music Hall         | New York         | Verenigde Staten |
| 23 januari 2005  | Mohegan Sun                   | Uncasville       | Verenigde Staten |
| 25 januari 2005  | Pepsi Arena                   | Albany           | Verenigde Staten |
| 27 januari 2005  | Centrum Centres               | Worcester        | Verenigde Staten |
| 28 januari 2005  | Bell Centre                   | Montreal         | Canada           |
| 29 januari 2005  | Verizon Wireless Arena        | Manchester       | Verenigde Staten |
| 30 januari 2005  | HSBC Arena                    | Buffalo          | Verenigde Staten |
| 1 februari 2005  | John Labatt Centre            | London           | Canada           |
| 2 februari 2005  | Air Canada Centre             | Toronto          | Canada           |
| 3 februari 2005  | Corel Centre                  | Ottawa           | Canada           |
| 5 februari 2005  | Mellon Arena                  | Pittsburgh       | Verenigde Staten |
| 8 februari 2005  | Xcel Energy Center            | Saint Paul       | Verenigde Staten |
| 9 februari 2005  | Bradley Center                | Milwaukee        | Verenigde Staten |
| 11 februari 2005 | Palace of Auburn Hills        | Detroit          | Verenigde Staten |
| 12 februari 2005 | Gund Arena                    | Cleveland        | Verenigde Staten |
| 13 februari 2005 | MCI Center                    | Washington       | Verenigde Staten |
| 15 februari 2005 | Van Andel Arena               | Grand Rapids     | Verenigde Staten |
| 17 februari 2005 | United Center                 | Chicago          | Verenigde Staten |
| 18 februari 2005 | Jerome Schottenstein Center   | Columbus         | Verenigde Staten |
| 19 februari 2005 | Wachovia Center               | Philadelphia     | Verenigde Staten |
| 20 februari 2005 | Scopes Arena                  | Norfolk          | Verenigde Staten |
| 22 februari 2005 | Gwinnett Center               | Atlanta          | Verenigde Staten |
| 24 februari 2005 | Veterans Memorial Arena       | Jacksonville     | Verenigde Staten |
| 25 februari 2005 | TD Waterhouse Arena           | Orlando          | Verenigde Staten |
| 26 februari 2005 | St. Pete Times Forum          | Tampa            | Verenigde Staten |
| 27 februari 2005 | Office Depot Center           | Sunrise          | Verenigde Staten |

## Productie
- Uitvoerend producent: Yanni
- Geregisseerd door Jerry McReynolds & George Veras.
- Remote and Mobile Production Facilities PMTV